# 국제무역

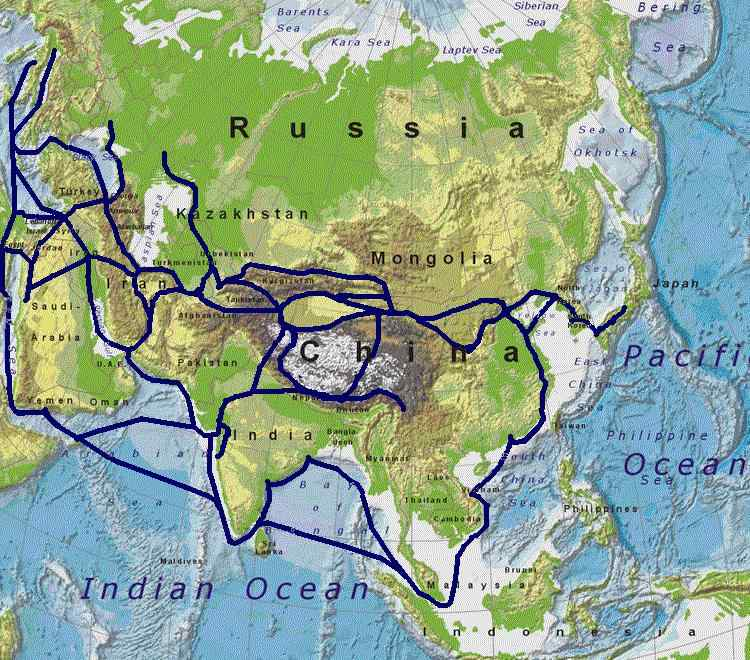

국제무역(國際貿易, 영어: international trade)은 국가 사이에 일어나는 자본, 상품, 용역 등의 상거래 행위를 말한다. 대부분의 나라에서 국제 무역은 GDP의 상당 부분을 차지하고 있다. 자국의 재화를 외국에 판매하는 것을 수출, 외국의 재화를 국내에 들여오는 것을 수입이라 한다. 비단길, 호박길과 같은 무역로는 역사적으로도 중요한 가치를 지닌다. 국제 무역은 오늘날에도 정치, 경제, 문화적으로 중요한 위치를 차지하고 있다.

## 개요
국제무역 체계의 발달은 산업화, 교통의 발달, 세계화, 다국적 기업, 그리고 아웃소싱 등에 커다란 영향을 주었다. 세계화는 날로 증가하는 국제 무역량에 의해 지속되고 있다. 국제 무역은 모든 나라에서 주요한 수입원으로 자리 잡았으며 국력을 상징하고 있다. 오늘날 어떤 나라도 국제 무역 없이 자급 자족만으로 필요한 재화를 충족할 수는 없다.
국제무역은 원리의 측면에서 볼 때 국내 상거래와 다를 바 없다. 즉, 국제 무역에서도 국내 교역과 같이 교역 당사자들은 동일한 이유로 서로에게서 상품을 사고 판다. 국제 무역이 국내 무역과 다른 것은 보다 많은 비용이 든다는 점과 더 큰 위험이 있다는 것, 그리고 국가간 법률 및 협약 등에 의해 제약이 있다는 것이다.
오늘날 대부분의 나라는 세계무역기구에 가입되어 있으며 이 기구의 조약인 관세 무역 일반 협정에 참여하고 있다. 관세 무역 일반 협정은 자유 무역을 기본적인 이념으로 채택하고 국제 무역에 있어서 일반적인 규칙들을 제시하고 있다. 특히 관세의 조정, 저작권에 대한 협정, 비관세 무역 장벽에 대한 축소, 덤핑 등 국가간 무역 분쟁에 대한 조정 등이 여기에 포함된다. 오늘날 국가간 교역은 관세 무역 일반 협정에 이은 다자간 무역기구인 세계 무역 기구(WTO)의 출범으로 급증하고 있으며 이에 따라 세계무역구조는 글로벌화 되고 있다. 최근에는 대표적 양자간 협정이라 할 수 있는 자유 무역 협정(FTA)체결의 급증 추세에 따라 지역경제체제가 활성화되면서 지역 간 경제관계 형성이 더욱 중요시 되고 있다.
국제 무역에는 수많은 사람들의 이해가 관계하기 때문에 세계무역기구의 도하 개발 의제와 같은 사항이나 한미자유무역협정과 같은 무역 협정에는 찬반 양론이 팽팽히 맞서기도 한다.
초창기의 무역은 서로의 산물을 교환하는 것에 국한되었으나 현재 우리가 사용하고 있는 넓은 뜻의 무역은 단순한 상품의 교환과 같이 보이는 무역(visible trade)뿐만 아니라 기술 및 용역과 같이 보이지 않는 무역(invisible trade) 및 자본의 이동까지도 포함한다.
이와 같이 현재 우리가 사용하고 있는 무역이란 개념은 단순히 특정 상품의 효용가치(效用價値)가 적은 곳에서 효용가치가 높은 곳으로 이양(移讓)시킴으로써 재화의 효용 및 경제가치를 증가시킬 뿐만 아니라 모든 재화의 생산요소, 즉 원료 ·서비스 ·운송 ·여객 ·노동 및 자본의 이동까지도 포함시키는 것으로 이해되어야 한다

## 무역의 종류
- 수출무역과 수입무역
- 직접무역과 간접무역
- 유형무역과 무형무역
- 구상무역과 삼각무역
- 일반무역과 특수무역
- 공무역과 사무역
- 자유무역과 보호무역
- 위탁판매무역과 수탁판매무역
- 육상무역과 해상무역 및 항공무역
- 외국무역과 식민지무역

## 무역통계
| 2015년 세계무역 통계               | 2015년 세계무역 통계 | 2015년 세계무역 통계 | 2015년 세계무역 통계 |
| 순위                               | 국가명               | 수출                 | 수입                 |
| ---------------------------------- | -------------------- | -------------------- | -------------------- |
| 1                                  | 독일                 | 1,107,200            | 906,807              |
| 2                                  | 미국                 | 1,037,070            | 1,919,260            |
| 3                                  | 중화인민공화국       | 969,284              | 791,793              |
| 4                                  | 일본                 | 646,779              | 578,694              |
| 5                                  | 프랑스               | 495,220              | 541,605              |
| 단위: 백만달러, 출처: 한국무역협회 |                      |                      |                      |

| 한국 무역 통계                     | 한국 무역 통계 | 한국 무역 통계 | 한국 무역 통계 | 한국 무역 통계 |
| 년도                               | 수출액         | 증가율         | 수입액         | 증가율         |
| ---------------------------------- | -------------- | -------------- | -------------- | -------------- |
| 2007                               | 371,489        | 14.1           | 356,846        | 15.3           |
| 2006                               | 325,465        | 14.4           | 309,383        | 18.4           |
| 2005                               | 284,419        | 12.0           | 261,238        | 16.4           |
| 2000                               | 172,268        | 19.9           | 160,481        | 34.0           |
| 1990                               | 65,016         | 4.2            | 69,844         | 13.6           |
| 단위: 백만달러, 출처: 한국무역협회 |                |                |                |                |

## 같이 보기
- 무역 전쟁
- 자유 무역
- 보호주의
- 무역의존도
- 경제학
- 석유 수출국 기구(OPEC)
- 수입
- 수출
- 대항해시대